# Saint-Julien-le-Faucon

Saint-Julien-le-Faucon este o comună în departamentul Calvados, Franța. În 1 ianuarie 2018 avea o populație de 685 de locuitori.